# 三重県中学校一覧
| 総数               | 167校・2分校     |
| 国立               | 1校              |
| 公立               | 151校・2分校     |
| 私立               | 10校             |
| 教育委員会所在地   | 〒514-8570       |
| 三重県津市広明町13 |                  |
| 公式サイト         | 三重県教育委員会 |

三重県中学校一覧（みえけんちゅうがっこういちらん）は、三重県の中学校、中等教育学校（前期課程）および義務教育学校（後期課程）の一覧。

## 国立中学校
- 三重大学教育学部附属中学校

## 公立中学校および公立義務教育学校

### 津市
- 津市立みさとの丘学園
- 津市立一身田中学校
  - 津市立一身田中学校国児分校
- 津市立橋南中学校
- 津市立橋北中学校
- 津市立西橋内中学校
- 津市立西郊中学校
- 津市立東橋内中学校
- 津市立南が丘中学校
- 津市立南郊中学校
- 津市立豊里中学校
- 津市立久居中学校
- 津市立久居西中学校
- 津市立久居東中学校
- 津市立朝陽中学校
- 津市立芸濃中学校
- 津市立東観中学校
- 津市立香海中学校
- 津市立一志中学校
- 津市立白山中学校
- 津市立美杉中学校

### 四日市市
- 四日市市立朝明中学校
- 四日市市立内部中学校
- 四日市市立大池中学校
- 四日市市立橋北中学校
- 四日市市立桜中学校
- 四日市市立笹川中学校
- 四日市市立塩浜中学校
- 四日市市立西陵中学校
- 四日市市立中部中学校
- 四日市市立常磐中学校
- 四日市市立富洲原中学校
- 四日市市立富田中学校
- 四日市市立西朝明中学校
- 四日市市立西笹川中学校
- 四日市市立羽津中学校
- 四日市市立保々中学校
- 四日市市立三重平中学校
- 四日市市立三滝中学校
- 四日市市立山手中学校
- 四日市市立港中学校
- 四日市市立南中学校
- 四日市市立楠中学校

### 伊勢市
- 伊勢市立五十鈴中学校
- 伊勢市立城田中学校
- 伊勢市立倉田山中学校
- 伊勢市立厚生中学校
- 伊勢市立桜浜中学校
- 伊勢市立港中学校
- 伊勢市立伊勢宮川中学校
- 伊勢市立二見中学校
- 伊勢市立小俣中学校
- 伊勢市立御薗中学校

### 松阪市

#### 組合立
- 多気町松阪市学校組合立多気中学校（所在は多気郡）

#### 市立
- 松阪市立殿町中学校
- 松阪市立鎌田中学校
- 松阪市立久保中学校
- 松阪市立中部中学校
- 松阪市立大江中学校
- 松阪市立東部中学校
- 松阪市立西中学校
- 松阪市立嬉野中学校
- 松阪市立三雲中学校
- 松阪市立飯南中学校
- 松阪市立飯高中学校

### 桑名市
- 桑名市立成徳中学校
- 桑名市立明正中学校
- 桑名市立光風中学校
- 桑名市立陽和中学校
- 桑名市立正和中学校
- 桑名市立陵成中学校
- 桑名市立光陵中学校
- 桑名市立多度中学校
- 桑名市立長島中学校
  - 桑名市立長島中学校悠分校

### 鈴鹿市
- 鈴鹿市立鼓ヶ浦中学校
- 鈴鹿市立平田野中学校
- 鈴鹿市立神戸中学校
- 鈴鹿市立創徳中学校
- 鈴鹿市立白鳥中学校
- 鈴鹿市立鈴峰中学校
- 鈴鹿市立大木中学校
- 鈴鹿市立千代崎中学校
- 鈴鹿市立天栄中学校
- 鈴鹿市立白子中学校

### 名張市
- 名張市立名張中学校
- 名張市立赤目中学校
- 名張市立桔梗が丘中学校
- 名張市立北中学校
- 名張市立南中学校

### 尾鷲市
- 尾鷲市立尾鷲中学校
- 尾鷲市立輪内中学校

### 亀山市
- 亀山市立亀山中学校
- 亀山市立中部中学校
- 亀山市立関中学校

### 鳥羽市
- 鳥羽市立鳥羽東中学校
- 鳥羽市立加茂中学校
- 鳥羽市立答志中学校
- 鳥羽市立神島中学校

### 熊野市
- 熊野市立新鹿中学校
- 熊野市立木本中学校
- 熊野市立有馬中学校
- 熊野市立飛鳥中学校
- 熊野市立入鹿中学校

### いなべ市
- いなべ市立員弁中学校
- いなべ市立大安中学校
- いなべ市立北勢中学校
- いなべ市立藤原中学校

### 志摩市
- 志摩市立文岡中学校
- 志摩市立東海中学校
- 志摩市立大王中学校
- 志摩市立志摩中学校
- 志摩市立磯部中学校
- 志摩市立浜島中学校

### 伊賀市
- 伊賀市立青山中学校
- 伊賀市立阿山中学校
- 伊賀市立大山田中学校
- 伊賀市立島ヶ原中学校
- 伊賀市立崇広中学校
- 伊賀市立上野南中学校
- 伊賀市立柘植中学校
- 伊賀市立城東中学校
- 伊賀市立緑ヶ丘中学校
- 伊賀市立霊峰中学校

### 桑名郡
- 木曽岬町立木曽岬中学校

### 員弁郡
- 東員町立東員第一中学校
- 東員町立東員第二中学校

### 三重郡
- 菰野町立菰野中学校
- 菰野町立八風中学校
- 朝日町立朝日中学校
- 川越町立川越中学校

### 多気郡

#### 組合立
- 多気町松阪市学校組合立多気中学校

#### 町立
- 多気町立勢和中学校
- 明和町立明和中学校
- 大台町立大台中学校
- 大台町立宮川中学校

### 度会郡
- 玉城町立玉城中学校
- 度会町立度会中学校
- 大紀町立大宮中学校
- 大紀町立大紀中学校
- 南伊勢町立南島中学校
- 南伊勢町立南勢中学校

### 北牟婁郡
- 紀北町立赤羽中学校
- 紀北町立紀北中学校
- 紀北町立潮南中学校
- 紀北町立三船中学校

### 南牟婁郡
- 御浜町立阿田和中学校
- 御浜町立御浜中学校
- 御浜町立尾呂志学園中学校
- 紀宝町立相野谷中学校
- 紀宝町立矢渕中学校

## 私立中学校および私立中等教育学校

### 津市
- 高田中学校
- セントヨゼフ女子学園中学校

### 四日市市
- 暁中学校
- 海星中学校
- 四日市メリノール学院中学校

### 伊勢市
- 皇學館中学校

### 松阪市
- 三重中学校

### 桑名市
- 津田学園中学校

### 鈴鹿市
- 鈴鹿中等教育学校

### 伊賀市
- 桜丘中学校（日生学園附属中学校）